# Fuyu, Songyuan
Fuyu, tidigare känd som Petuna, är en stad på häradsnivå som lyder under Songyuans stad på prefekturnivå i Jilin-provinsen i nordöstra Kina.